# Arachnospila minutula
Arachnospila minutula é uma espécie de insetos himenópteros, mais especificamente de vespas pertencente à família Pompilidae.
A autoridade científica da espécie é Dahlbom, tendo sido descrita no ano de 1842.
Trata-se de uma espécie presente no território português.